# 타카카

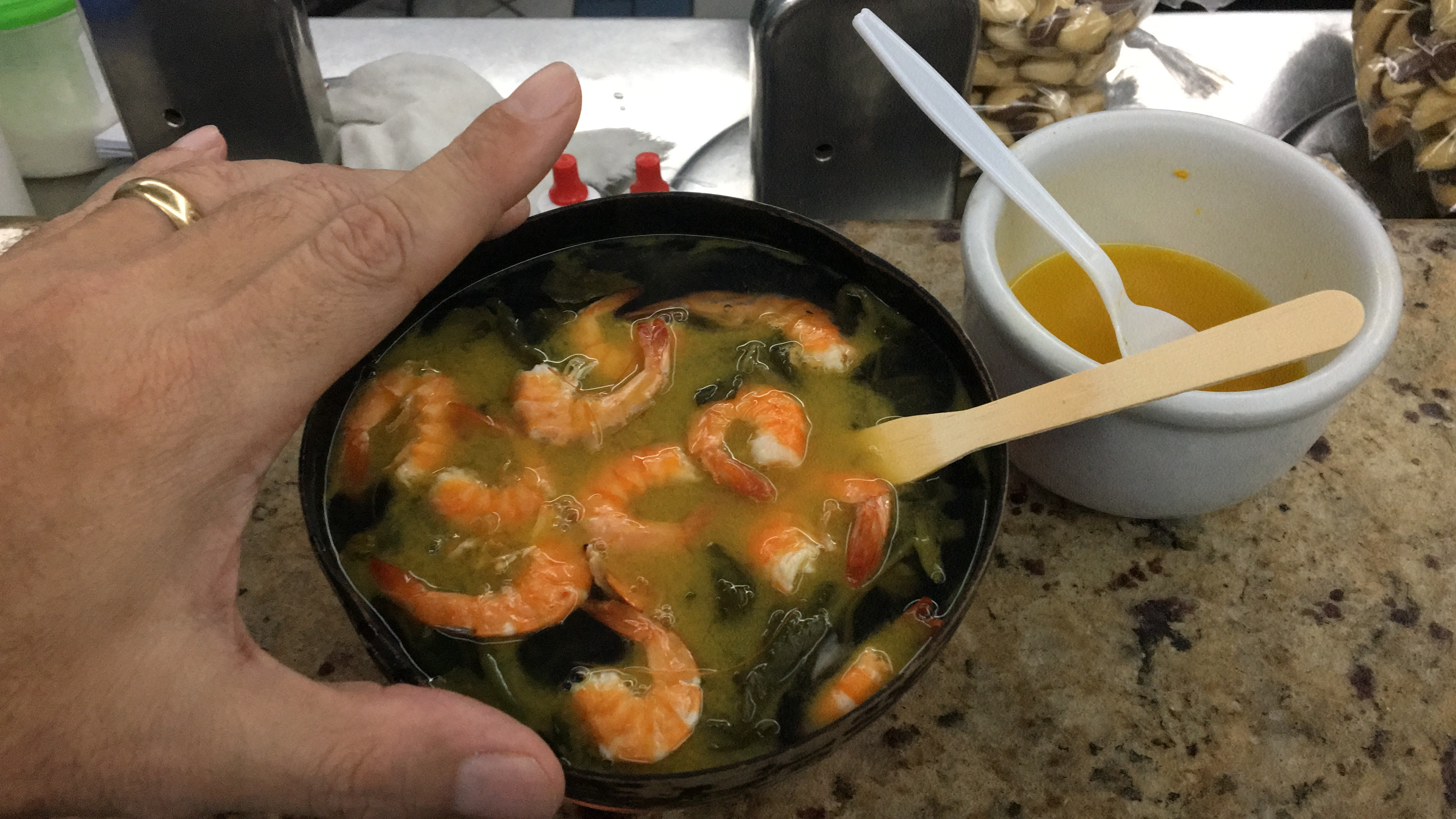

타카카(브라질 포르투갈어: Tacacá)는 브라질 요리로 마니옥 가루로 만드는 대표적인 요리로써 마니옥 가루를 물에 풀어서 걸쭉하게 끓인 후 잠부와 말린 고추와 새우를 넞어내는 일종의 노란색 수프이며 톡 쏘는 아린 맛이 난다.

## 같이 보기
- 루마자바